# Norden
För andra betydelser, se Norden (olika betydelser).

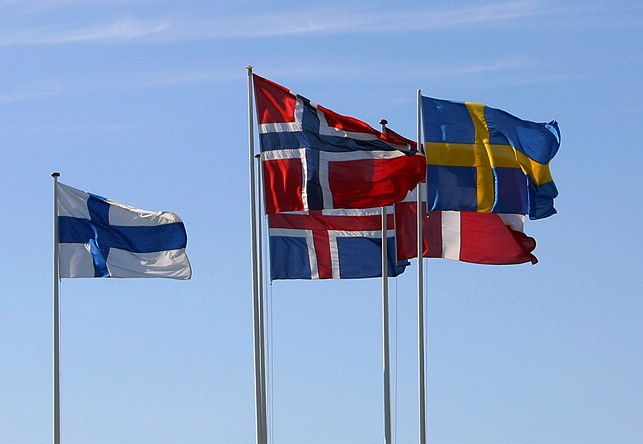
De nordiska staternas flaggor

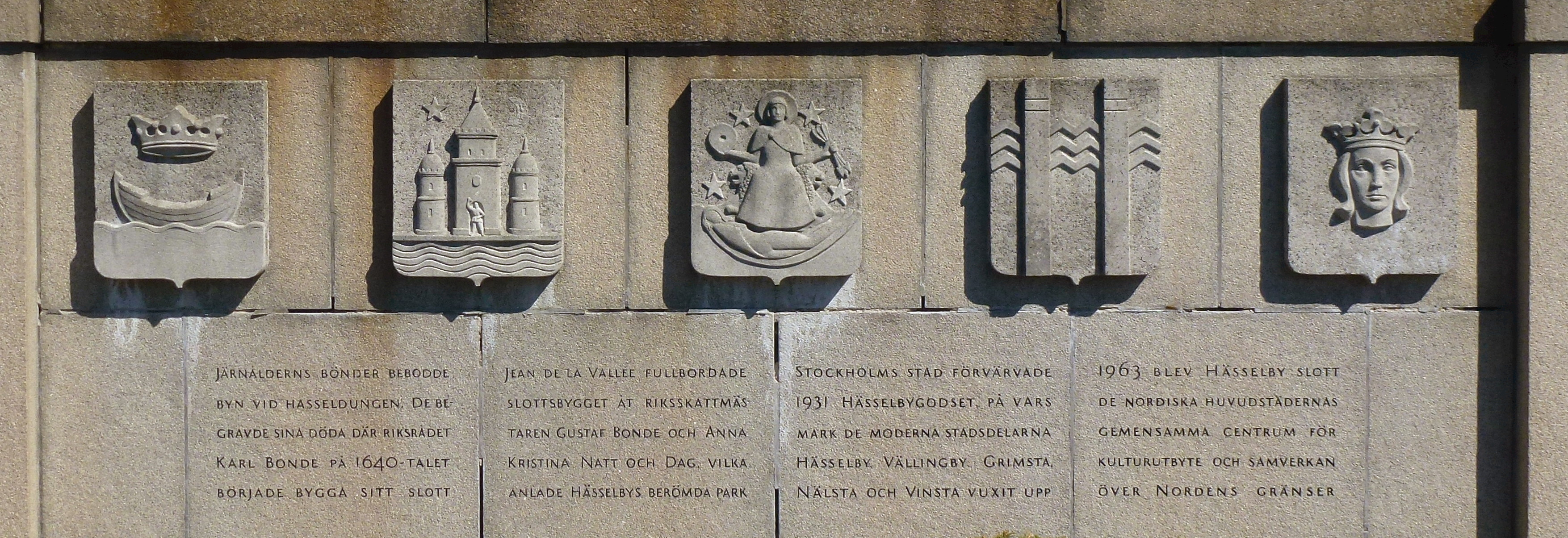
Minnestavla på Hässelby slotts trädgårdsmur med de nordiska huvudstädernas stadsvapen. Från vänster Helsingfors, Köpenhamn, Oslo, Reykjavik och Stockholm.
Se artikel Nordiskt kultursamarbete mellan huvudstäderna.

Norden är ett område i norra Europa som består av länderna Danmark, Finland, Island, Norge och Sverige samt de självstyrande områdena Åland (tillhör Finland), Färöarna och Grönland (tillhör Danmark). Dessa fem stater och tre självstyrande områden är alla separata medlemmar i Nordiska rådet och Nordiska ministerrådet.
Begreppet Norden uppfattas ibland som synonymt med Nordeuropa, men det senare begreppet har en mindre distinkt omfattning och kan även omfatta ytterligare länder. Begreppet norden (utan stor begynnelsebokstav) kan stå för vilket område som helst i norr eller norr om något annat.
De nordiska länderna har en gemensam historia och en delvis gemensam kultur. Genom det nordiska samarbetet har länderna även ett tätt politiskt samarbete. Nordiska kontakter och nordiskt samarbete på folklig nivå främjas bland annat genom Föreningen Norden. Länderna, och områdena, tillhör en nordisk språkgemenskap, då något av de nordiska språken talas i dem alla och något av de tre fastlandsnordiska språken spelar en roll i samtliga nordiska länder. De kanske mest märkbara framstegen inom det nordiska samarbetet ägde rum på 1950- och 1960-talet: passfriheten och den gemensamma arbetsmarknaden. I dag har det nordiska samarbetet minskat i betydelse, framför allt sedan alla länder anslöt sig till Europeiska unionen (EU) och/eller Europeiska ekonomiska samarbetsområdet (EES), som till stora delar ersatt eller infört mer långtgående bestämmelser än det nordiska samarbetet. Ekonomiskt och politiskt har de nordiska staterna många likheter och är starkt sammankopplade. De hör i allmänhet till varandras största handelspartners.

## Historik

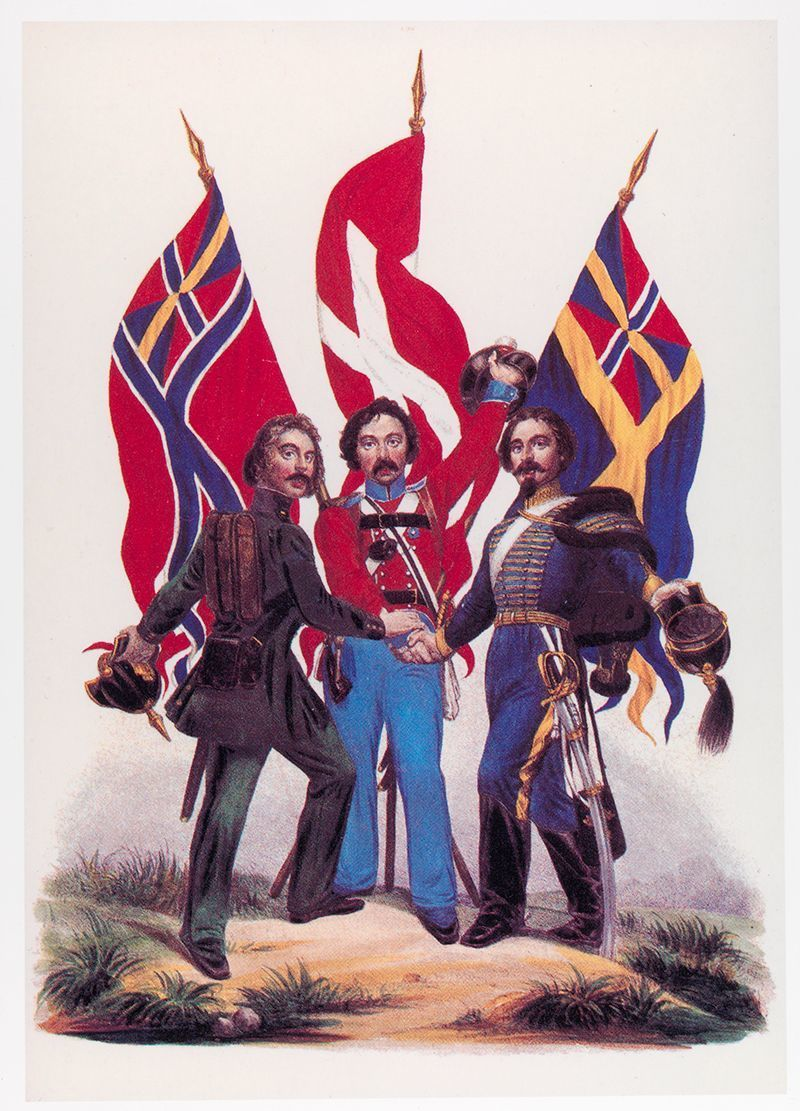
Skandinavismen var en politisk rörelse som syftade till fördjupat nordiskt samarbete.

Under vikingatid och tidig medeltid betecknade Norden eller Nordlanden enligt de isländska sagorna, de områden i vilket fornnordiska talades, alltså Sverige, Norge, Danmark och Island. Finland hörde inte till Nordlanden. I hela detta område talade man ett gemensamt språk och delade en gemensam kultur. Att länder och områden som Finland, Sameland och Grönland kommit att räknas till Norden, beror på att de hör eller länge hört till något av de nordiska länderna, antingen som jämställda delar (såsom Finland) eller underställda moderlandet.
Vissa områden knöts till Norden med början under vikingatiden; det gäller särskilt Färöarna, Island och Grönland, vilka koloniserades av nordmän. Finland och Estland hade under vikingatiden starka förbindelser med östra Skandinavien och knöts genom dessa förbindelser relativt tidigt till de Skandinaviska länderna. Finland blev en del av Sverige senast under 1200-talet. Under tidig medeltid började de första större nordiska rikena att bildas.
Under en del av medeltiden var Norden förenad under en gemensam krona genom den så kallade Kalmarunionen. Denna union upphörde då Sverige utträdde – först i efterdyningarna till Engelbrektsupproret och definitivt genom Gustav Vasa år 1523. Norge fortsatte däremot att lyda under Danmark till 1814 då landet ingick en påtvingad personalunion med Sverige. Öarna i Atlanten, som ursprungligen hade varit norska, fortsatte dock att tillhöra Danmark. Island blev självständigt från Danmark år 1918. En del av befolkningen på Färöarna och Grönland eftersträvar självständighet. Om Grönland kommer att räknas som delar av Norden vid självständighet är osäkert, Färöarna har däremot en starkare nordisk identitet genom att färöiskan är ett nordiskt språk.

## Geografi

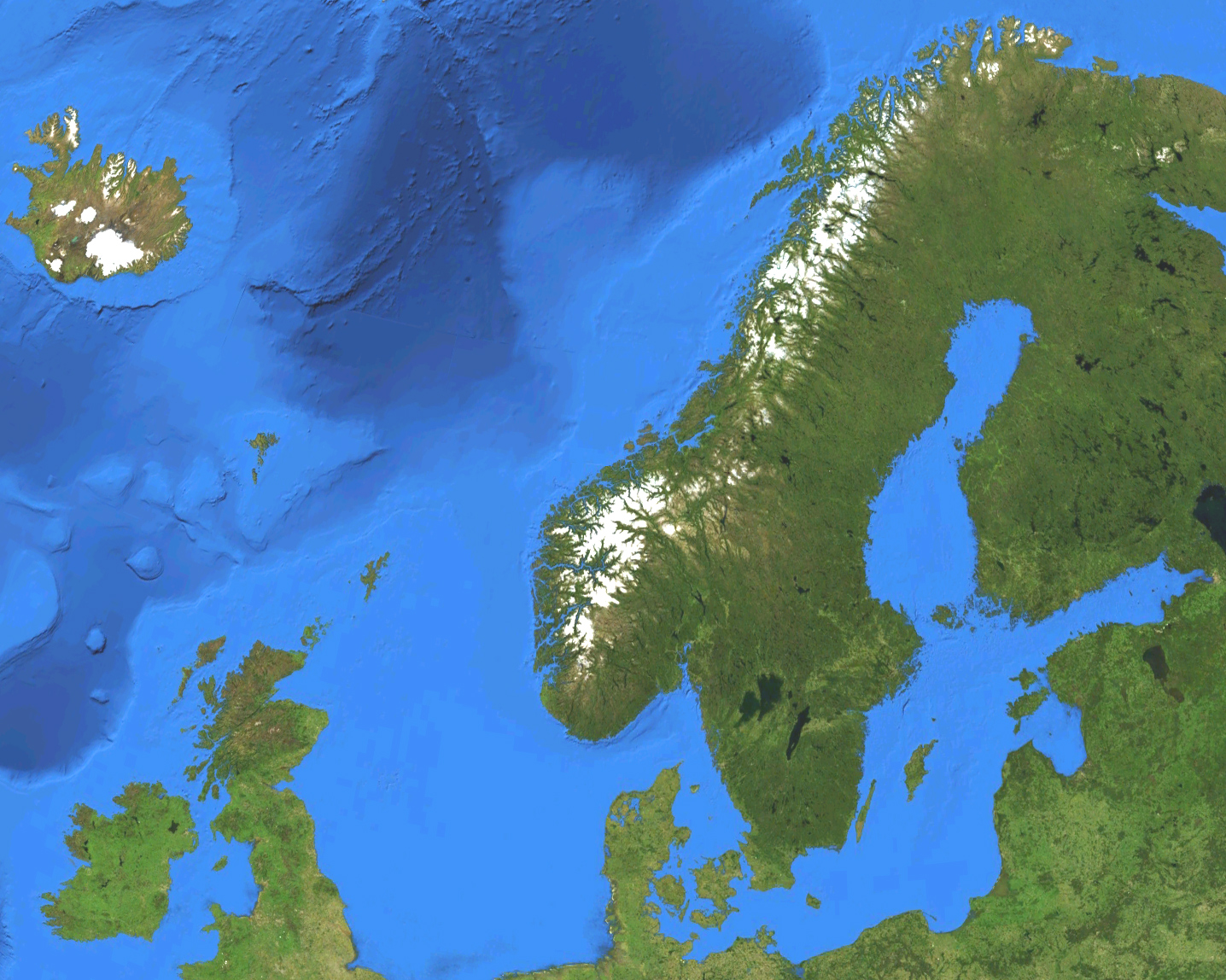
Satellitkarta över Norden.

Norden är beläget i det nordvästra hörnet av den eurasiska landmassan och sträcker sig över Norska havet över vulkanön Island och inkluderar världens största ö Grönland i nordöstra Nordamerika. Regionen är världens mest nordligt belägna område som samtidigt omfattar relativt tätbefolkade delar. De norra delarnas närhet till Nordpolen resulterar i ett kallt klimat, men till följd av Golfströmmen är klimatet ändå väsentligt varmare än de temperaturer man finner på samma breddgrader jorden runt. Det kalla klimatet medför att alla nordiska länder, utom Sverige och Danmark, finner sina befolkningscentrum och huvudstäder långt i söder inom landet. Geografin är varierad med en mycket lång och veckad kuststräcka. Nordens geologi har präglats av flera återkommande istider, vilket i Sverige och Finland har resulterat i många sjöar och morän liksom i en förhållandevis kraftig post-glacial landhöjning. Stora delar täcks av skog, och intensivt jordbruk bedrivs endast i de mer sydliga delarnas slättland. Grönland är nästan helt täckt med inlandsis.
Noterbara områden är de norska fjordarna, bergskedjan Skanderna, de platta låglandsområdena i Danmark och Skåne liksom skärgårdarna i Norge, Sverige och Finland.

### Gränsdragningar
Norden omfattar de territorier och självstyrande områden som tillhör de fem staterna Danmark, Finland, Island, Norge och Sverige. Denna definition brukar exkludera områden söder och öster om Östersjön som historiskt tillhört länderna men som i dag ingår i andra stater. Den sammanlagda arealen är 3,49 miljoner kvadratkilometer, vilket är lite större än Indien, men mindre än hälften så stort som Australien. Härav utgörs 62 procent eller 2,17 miljoner kvadratkilometer av Grönland, som räknas till Nordamerika, medan 38 procent eller 1,32 miljoner kvadratkilometer hör till Europa och är lite mer än dubbelt så stort som Frankrike.
Nordens inre gränser har varierat genom historien men de yttre gränserna har inte förflyttats i någon större omfattning sedan 1200-talet, förutom Karelen området mellan Finland och Ryssland. Ett skäl till det är att flera av de yttre gränserna i hög grad utgörs av naturliga barriärer i form av vatten, bergskedjor, skogar och näs. Mot norr avgränsas Norden av Norra ishavet och mot väst eller sydväst av Atlanten. Söderut och mot sydost går gränsen genom Östersjön; ett av undantagen till det är den danska halvön Jylland, som sitter ihop med Tyskland på Östersjöns sydkust. Mot öster fortsätter gränsen genom Östersjön och den Finska viken men blir mindre tydlig över Karelen, som i dag huvudsakligen tillhör Ryssland. Finlands östra gräns mot Ryssland går igenom djupa skogar som separerar statsbildningarna. Gränsen mellan Finland och Ryssland har dessutom flyttats i olika omgångar.
Skandinaviska halvön kan sägas utgöra Nordens kärnområde. Den inkluderar Sverige, Norge och nordvästligaste Finland. Danmark ligger inte på den Skandinaviska halvön, vilket inte heller den större delen av Finland gör. Områden som exempelvis Kolahalvön skulle rent geografiskt kunna utgöra en naturlig del av Norden. De nordbor som fann det kallade det Bjarmaland, och det var befolkat av östersjöfinska folk och samer, men området räknas nu som ryskt. Geologiskt sett hör Grönland och halva Island till den amerikanska kontinenten. Island brukar ändå räknas som Europa medan Grönland i stället räknas som en del av Nordamerika.
Områden som tidigare tillhört nordiska länder är före detta Svenska Pommern liksom norra Schleswig-Holstein, vilket i dag tillhör Tyskland. Den senare tillhörde Danmark och har ännu i dag en danskspråkig minoritet. Ett annat exempel är de delar av Karelen som Finland förlorade som en följd av Vinterkriget och Fortsättningskriget. Shetlandsöarna och Orkneyöarna, som i dag tillhör Storbritannien, har historiskt tillhört Norge, motsvarande det sätt som Färöarna tillhör Danmark på, ännu i dag. Bägge ögruppernas flaggor bygger på det nordiska korset och har kvar något starkare kulturella förbindelser med Norden. Både Färöarna och Island har starka nordiska kulturella identiteter, även om de är relativt avlägsna från fastlandet. Begreppet Norden kan uppfattas som något mindre entydigt i dag,[källa behövs] främst på grund av de självständiga tre baltiska länderna Estland, Lettland och Litauen, av vilka åtminstone Estland marknadsför sig som nordiskt, "Nordic with a twist". Ester betraktar sig också kulturellt som en nordisk nation främst genom sin större likhet med finländare än med de baltiska.
Omfattningen av Norden är i dag i stort sett liktydig med de riken som kungarna av Sverige och Danmark styrde över i början av 1800-talet. Om Grönland blir självständigt är det inte längre självklart att ön kommer att räknas som en del av Norden. Det har även föreslagits att de baltiska länderna, åtminstone Estland, inom en framtid borde betraktas som en del av Norden, om det nära samarbetet mellan Baltikum och Norden, till exempel i Nordiska Investeringsbanken, fortsätter. I samband med Sovjetunionens upplösning i slutet av 1991 framförde de då nyligen självständiga baltiska staterna en stark önskan om att få bli medlemmar av det Nordiska rådet. Då så inte skedde, grundade de en baltisk motsvarighet till organisationen, det Baltiska rådet. Ytterst få av invånarna i de baltiska länderna talar nordiska språk; endast ett fåtal av estlandssvenskarna bor kvar i Estland medan i Finland utgör den svenskspråkiga befolkningen en betydligt större nationell minoritet. Estniska är dock ett språk som är nära besläktat med finska.

## Befolkning

"Nordisk sommarkväll" (1889–1900), målning av Richard Bergh.

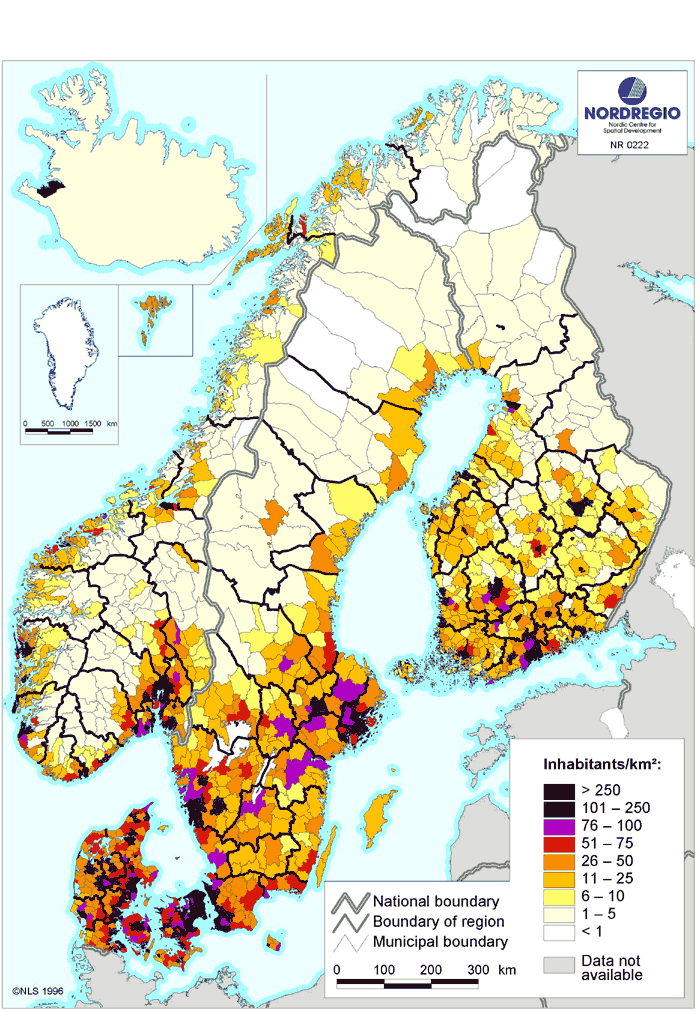
Befolkningstäthet i Norden (1996).

Det bor omkring 27,7 miljoner människor i Norden. En del populationer som räknas som nordbor finns också utanför Norden. Bland dessa kan nämnas dansktalande i norra Tyskland, finsktalande i Ryssland och enstaka svensktalande i Estland.
Begreppet nordbor kan användas som gemensam benämning för alla som är bosatta i dagens Norden. Det ursprungliga Nordlanden var dock endast nordmännens område.
| Land     | Invånare   | Källa  |
| -------- | ---------- | ------ |
| Sverige  | 10 587 694 | [ 6 ]  |
| Danmark  | 5 850 189  | [ 7 ]  |
| Finland  | 5 536 146  | [ 8 ]  |
| Norge    | 5 391 369  | [ 9 ]  |
| Island   | 368 720    | [ 10 ] |
| Grönland | 56 081     | [ 11 ] |
| Färöarna | 53 358     | [ 12 ] |
| Åland    | 30 129     | [ 13 ] |

Totalbefolkningen i de nordiska länderna är 27 688 062.

### Lista över Nordens 20 mest folkrika kommuner
| Nr | Kommun      | Land    | Invånare | Befolkningsökning | Födda 31 december 2018 | Döda 31 december 2018 | Medelålder 31 december 2018 | Yta km²  | Täthet inv. per km² |
| -- | ----------- | ------- | -------- | ----------------- | ---------------------- | --------------------- | --------------------------- | -------- | ------------------- |
| 1  | Stockholm   | Sverige | 975 551  | 1 477             | 13 011                 | 6 438                 | 39,1                        | 187,20   | 5 227,30            |
| 2  | Oslo        | Norge   | 681 071  | 7 598             | 9 309                  | 3 894                 |                             | 426,39   | 1 597,30            |
| 3  | Helsingfors | Finland | 648 042  | 4 770             |                        |                       |                             | 214,25   | 3 024,70            |
| 4  | Köpenhamn   | Danmark | 623 404  |                   |                        |                       | 35,9                        | 86,70    | 7 190,36            |
| 5  | Göteborg    | Sverige | 583 056  | 3 775             | 7 554                  | 4 262                 | 38,9                        | 447,84   | 1 276,95            |
| 6  | Århus       | Danmark | 349 983  | 5 328             |                        |                       | 37,6                        | 467,90   | 738,05              |
| 7  | Malmö       | Sverige | 347 949  | 3 783             | 4 973                  | 2 620                 | 38,4                        | 156,95   | 2 161,92            |
| 8  | Esbo        | Finland | 283 632  | 4 588             |                        |                       |                             | 312,33   | 908,12              |
| 9  | Bergen      | Norge   | 281 190  |                   |                        |                       |                             | 444,99   | 631,90              |
| 10 | Tammerfors  | Finland | 241 672  |                   |                        |                       |                             | 524,95   | 448,12              |
| 11 | Vanda       | Finland | 238 033  |                   |                        |                       |                             | 238,37   | 957,19              |
| 12 | Uppsala     | Sverige | 233 839  | 3 072             | 2 608                  | 1 468                 | 38,9                        | 2 182,31 | 103,18              |
| 13 | Ålborg      | Danmark | 215 312  |                   |                        |                       |                             | 1 137,40 | 189,30              |
| 14 | Uleåborg    | Finland | 207 717  |                   |                        |                       |                             | 2 971,96 | 68,50               |
| 15 | Trondheim   | Norge   | 205 163  |                   |                        |                       |                             | 321,64   | 609,87              |
| 16 | Odense      | Danmark | 204 895  |                   |                        |                       | 39,3                        | 305,60   | 668,13              |
| 17 | Åbo         | Finland | 191 331  |                   | 1 710                  | 1 881                 |                             | 245,66   | 778,84              |
| 18 | Linköping   | Sverige | 164 616  | 1 565             | 1 787                  | 1 234                 | 39,4                        | 1 427,81 | 112,78              |
| 19 | Örebro      | Sverige | 156 381  | 685               | 1 901                  | 1 268                 | 39,5                        | 1 373,03 | 111,70              |
| 20 | Västerås    | Sverige | 155 551  | 1 502             | 1 779                  | 1 348                 | 40,9                        | 958,36   | 158,69              |

## Språk
| Nr | Språk        | Talare[källa behövs] |
| -- | ------------ | -------------------- |
| 1  | Svenska      | 10 500 000           |
| 2  | Danska       | 6 000 000            |
| 3  | Finska       | 5 400 000            |
| 4  | Norska       | 5 320 000            |
| 5  | Isländska    | 340 000              |
| 6  | Meänkieli    | 70 000               |
| 7  | Färöiska     | 69 000               |
| 8  | Grönländska  | 57 000               |
| 9  | Nordsamiska  | 25 000               |
| 10 | Älvdalska    | 2000                 |
| 11 | Kvänska      | 2000                 |
| 12 | Lulesamiska  | 650                  |
| 13 | Sydsamiska   | 600                  |
| 14 | Enaresamiska | 400                  |
| 15 | Skoltsamiska | 320                  |
| 16 | Pitesamiska  | 25                   |
| 17 | Umesamiska   | 20                   |

De dominerande inhemska språken i Norden är nordiska språk och finska.

### Nordiska språk
De nordiska språken är svenska, danska, norska, färöiska och isländska. De har alla ett gemensamt ursprung i fornnordiskan och tillhör den germanska språkgruppen. Tyska, som talas av en minoritet i södra Danmark, är också ett germanskt språk, men tillhör till skillnad från de nordiska språken en mer avlägsen västgermansk gren. Man brukar tala om en "primär nordisk språkförståelse", vilket innebär att folk som pratar danska, norska och svenska mer eller mindre utan studier kan förstå varandra när de talar och skriver på sina modersmål. Den sekundära nordiska språkförståelsen innebär att de inom Norden som inte talar dessa tre fastlandsnordiska språk som modersmål, kan kommunicera med sina nordiska andraspråk (isländska och färöiska är inte begripligt för svenskar, danskar eller norrmän). Finskspråkiga finländare (finnar) lär sig svenska i skolan, medan islänningar, färöingar och grönlänningar i allmänhet lär sig danska. Kunskaperna i andra nordiska språk än modersmålet har försämrats på senare år, då många anser sig ha större nytta av mer globalt gångbara språk såsom engelska.
De nordiska språken utgör delar av ett dialektkontinuum inom Skandinavien. Inga tydliga dialektgränser existerar och det går inte att avgöra var det ena målet börjar och det andra tar vid. Först vid de samiska språken i nord, det finska språket i öst och det tyska språket i syd går skarpa gränser.
Nordiska språk talas i viss mån även utanför Norden. Exempel inkluderar den danskspråkiga minoriteten i Schleswig-Holstein i norra Tyskland. Små rester lever kvar av de svenskspråkiga minoriteterna i Estlands nordvästra delar och i Gammelsvenskby i Ukraina. På Shetlandsöarna, Orkneyöarna och Hebriderna talades förr det numera utdöda nordiska språket norn.

### Finska och andra finsk-ugriska språk samt svenskan i Finland
Finskan, meänkieli, kvänskan och de samiska språken har inget släktskap med de indoeuropeiska språken (till vilka de nordiska språken hör) utan tillhör den finsk-ugriska språkgruppen. Språken erhöll ställning som officiella minoritetsspråk i Sverige 1999, tillsammans med romani och jiddisch. I ryska Karelen och även i några gränsbyar i finländska Karelen och Kajanaland talas även karelska, som är nära besläktat med finska.
Samiska språk talas i de norra delarna av Finland, Norge och Sverige och har där en officiell ställning i alla tre länderna. Finskan talas förutom i Finland sedan gammalt också i flera delar av Sverige och, i form av kvänska, i norra Norge. Kvänska talas av 2 000–10 000 personer och erhöll ställning som minoritetsspråk i Norge år 2005.
Svenskan är ett av Finlands två officiella språk och talas som modersmål av ungefär 5 procent av befolkningen. Även om finskspråkiga läser svenska i skolan förstår långt ifrån alla finländare svenska (ungefär hälften anser sig kunna föra en diskussion på svenska) – och få kan kommunicera med danskar eller norrmän. Det finns grupper finskspråkiga i Finland som vinnlagt sig om att lära sig en god svenska; till exempel talar nästan alla betydande rikspolitiker en god eller åtminstone användbar svenska. På grund av den finska språklagen så är ”nöjaktiga kunskaper” i svenska en förutsättning för tjänstemän. Bland annat Finskhetsförbundet och Sannfinländarna vill slopa obligatoriet att läsa svenska som andra inhemska språket, med hänvisning till att många upplever att de aldrig behöver använda svenska och att det vore viktigt att kunna andra språk. I andra finska kretsar uppskattar man svenska; svenskt språkbad är populärt och i många svenskspråkiga utbildningar finns en betydande andel finskspråkiga studerande.

### Engelska
Engelska är obligatoriskt i skolutbildningen i de flesta nordiska länderna. På Island har engelskan ersatt danskan som första främmande språk i skolorna (danska eller ett annat skandinaviskt språk är dock fortfarande obligatoriskt, men studierna påbörjas senare). I dag är det vanligt att många förstår engelska bättre än andra nordiska språk.

## Flaggor och symboler

### Nordiska korsflaggor
De nordiska ländernas flaggor bygger alla på samma grundform; alla nordiska länder, utom Grönland, har korsflaggor som visar ett avlångt kors vars centrum sitter på sidan närmast flaggstången. Korstypen kallas för ett filippuskors. Flaggformen finns tidigast belagd hos Dannebrogen på 1300-talet. 
Vissa territorier med särskilda band till de nordiska länderna, till exempel Shetlandsöarna och Orkneyöarna, har också korsflaggor. Dessutom finns det inom Norden en rad olika provinsflaggor som bygger på samma motiv.
En gemensam flagga eller baner för hela Norden hade ett rött kors på ett gult fält och användes första gången av Erik av Pommern då Norden var enat under Kalmarunionen. Den har i dag ingen officiell status.
| Danmark | Finland | Färöarna | Island | Norge | Sverige | Åland |
| Danmark | Finland | Färöarna | Island | Norge | Sverige | Åland |

### Andra nordiska flaggor
Grönland och samerna har infört flaggor som saknar det nordiska korset.
| Grönland | Sápmi |
| Grönland | Sápmi |

### Svanen
Svanen användes första gången på en affisch för Nordens dag 1936. Svanen symboliserar de nordiska ländernas samarbete och loggan är den officiella loggan för nordiska samarbetet, Nordiska rådet och Nordiska ministerrådet.

## Nordiskt samarbete
Sverige och Danmark var "arvfiender" i många hundra år, men sedan den ekonomiska/militära grunden för fiendskapen slagits undan efter freden 1814 har de nordiska länderna i stället många gånger försökt föra en samordnad och samarbetsinriktad politik – med blandade resultat. Den sista resten av den nordiska stormaktspolitiken kan sägas vara då Sverige hade förlorat Finland till Ryssland och i stället påtvingat Norge en personalunion. När denna upplöstes år 1905 och Danmark stegvis gav självstyre åt sina tidigare lydländer Island, Färöarna och Grönland skapades förutsättningarna för det moderna politiska Norden. Island blev självständig republik 1944.
År 1952 grundades Nordiska rådet med syfte att öka samarbetet i Norden i kulturella, politiska, juridiska och sociala frågor. Nordiska ministerrådet bildades 1971 och är de nordiska regeringarnas officiella samarbetsorgan.

### Från 1815 till och med första världskriget
Efter det att Sverige förlorat Finland den 17 september 1809 övergick landet i rysk besittning. En nationell rörelse började att växa fram och så småningom den fennomanska rörelsen, som ifrågasatte det svenska språket och medverkade till att Finlands kontakter med det övriga Norden försvagades. Den så kallade språkfrågan blev en viktig fråga i finsk politik.
Det första uttrycket för nordiskt samförstånd – politiskt och kulturellt – var den så kallade skandinavismen från 1840-talet och framåt, som bars upp av vissa statsmän, kungligheter och den liberala pressen, men framför allt poeter och universitetsstudenter från Danmark, Sverige och Norge, som besjöng den nordiska enheten. Som framgår av namnet begränsades dock skandinavismen till endast tre länder. Samförståndet och viljan till samarbete mellan de tre skandinaviska länderna Danmark, Sverige och Norge gav vissa resultat, främst ekonomiskt (den skandinaviska myntunionen 1873, då de tre länderna gick samman om den nya valutan krona). Finland, som då var en del av det ryska imperiet, behöll sin valuta mark, som införts 1860.
Kulturellt etablerade sig skandinaviska språk vid universiteten och skandinaviska författare lästes i alla tre länderna. På avgörande punkter misslyckades skandinavismen, framför allt utrikes- och säkerhetspolitiskt, då Sverige-Norge lät bli att hjälpa Danmark militärt i dansk-tyska kriget 1863–1864. Inte heller mer långtgående försök till samordning – planer att reformera de tre språkens stavningsregler i samskandinavisk riktning och än mer långtgående förslag till politisk union – ledde till faktiska resultat. Men idén om Norden/Skandinavien som en fredlig och vänskaplig intressegemenskap etablerades och ledde till en gemensam neutralitetsdeklaration vid första världskrigets utbrott och efter kriget till grundandet av Föreningen Norden, 1919 i Sverige, Norge och Danmark, och 1924 i Finland, som blivit självständigt 1917 och under den ryska tiden bibehållit och utvecklat det samhällsskick man ärvde av Sverige vid rikssprängningen 1809.

### Från första världskriget till och med andra världskriget
När revolutionen bröt ut i Ryssland och kejsaren – Finlands storfurste – störtades, uppfattade många i Finland tiden mogen för större självständighet. Bedömningen om hur långt man ville och kunde gå varierade mellan olika grupper och beroende på hur utvecklingen i Ryssland tedde sig. Den 6 december 1917 förklarade sig Finland vara en självständig republik. En kort tid därefter (27 januari 1918) bröt inbördeskriget ut i Finland. De vita fick militär hjälp från Tyskland och inbördeskriget avslutades i maj samma år. Den finska orienteringen mot Tyskland var mycket stark, men den politiska och ekonomiska bankrutten i Tyskland något senare, och Axelmakternas kapitulation, omöjliggjorde dock ett fortsatt närmande.
Under början av 1900-talet började ryska befästningar att byggas på Åland vilket av Sverige upplevdes som ett hot. På Åland ville dock majoriteten av folket återansluta sig till Sverige då Ålands historiskt sett räknats till Svealand och dess befolkning är helt svensktalande. Den 20 augusti 1917 i den åländska orten Finstörm röstade en kommunal stämma för "...att meddela svenska regeringen sina öars önskan om anslutning till Sverige". Senare lät den finska regeringen häkta dessa ledande ålänningar för högförräderi. Under 1920 yttrade sig en juristkommission inom Nationernas Förbund (NF) för den svenska ståndpunkten. Den 18 juli 1934 yttrade sig finländaren Mannerheim i frågan, vilket starkt uppskattades i Tyskland (Adolf Hitler kom till makten redan 1933). Sverige hade under denna tid, speciellt från slutet av 1920-talet, nära relationer till Tyskland. Det gällde inte minst vid det svenska kungahuset.

### Andra världskriget
Under andra världskriget var Norden splittrat. Danmark och Norge hade snabbt blivit ockuperade av Nazityskland medan Sverige rent officiellt förblev neutralt. Finland hade fört krig med Ryssland under Vinterkriget och Fortsättningskriget och allierade sig delvis med Nazityskland. Sverige stödde Finland på flera sätt, dock inte militärt, och förklarade sig "icke-krigförande" Där emot ställde 10 000 svenska frivilliga soldater upp. I fråga om Danmark och Norge ansåg sig Sverige inte ens kunna kritisera det tyska angreppet på grund av den så kallade neutraliteten. Sveriges roll under andra världskriget har ifrågasatts i andra nordiska länder. I Norge har man anklagat Sverige för att ha hjälpt Nazityskland att ockupera landet då Sverige tillät den tyska så kallade permitenttrafiken som innebar att tyskarna fick använda de svenska järnvägarna för transport till Norge.

### Efterkrigstiden till 1990
|          | Nordiska rådet      | Nordiska ministerrådet   |
| -------- | ------------------- | ------------------------ |
| Sverige  | Sveriges riksdag    | Sveriges regering        |
| Norge    | Stortinget          | Norges statsråd          |
| Danmark  | Folketinget         | Danmarks regering        |
| Finland  | Finlands riksdag    | Finlands regering        |
| Island   | Alltinget           | Islands regering         |
| Grönland | Grönlands landsting | Grönlands regering       |
| Färöarna | Färöarnas lagting   | Färöarnas regering       |
| Åland    | Ålands lagting      | Ålands landskapsregering |

Under tiden efter andra världskriget utvecklades det politiska nordiska samarbetet. Från svenskt håll föreslogs direkt efter andra världskriget att Sverige, Danmark och Norge skulle bilda ett försvarsförbund. Den 15 oktober utsågs i Oslo en skandinavisk försvarskommitté och under 1949 undertecknades kommitténs betänkande. Detta misslyckades, och Danmark och Norge gick med i Nato medan Sverige förblev neutralt. År 1952 grundades Nordiska rådet med syfte att öka samarbetet i Norden i kulturella, politiska, juridiska och sociala frågor. Sedan Finland anslöt sig 1955 uteslöts ända till 1990-talet utrikespolitiken från Nordiska rådets diskussioner. Detta berodde på att Finland hade ett samarbetsavtal med Sovjetunionen (VSB-avtalet). De viktigaste framstegen var de första projekt som genomfördes: nordiska passunionen och den gemensamma nordiska arbetsmarknaden, vilka infördes 1954.
Under 1960-talet gjordes nya försök att skapa ett ekonomiskt tätare samarbete mellan de nordiska länderna, som kallades för Nordek. Detta samarbete kom aldrig att bli verklighet då framför allt Danmarks och Finlands intressen skilde sig för mycket. Finland hade sina relationer med Sovjetunionen att ta hänsyn till, medan Danmark hade intresse för ett annat västeuropeiskt samarbete, Europeiska ekonomiska gemenskapen (EEG). Strax därefter försökte Danmark, Norge och Sverige att bilda Skandek, men även det samarbetet föll. 1960 bildades Europeiska frihandelssammanslutningen (EFTA) av sju europeiska länder, varav tre var Danmark, Norge och Sverige. 1970 anslöt sig Island. Under 1972 röstade så danskarna ja till medlemskap i EEG. Trots att vissa planer om närmare samarbeten misslyckades hade ändå nordiska länderna ett närmare samarbete med varandra än vad som då var vanligt i Europa. Samarbeten i EEG (senare EG) och EFTA var under denna tid inte lika omfattande som de nordiska länderna hade med varandra. 
23 mars 1962 undertecknades samarbetsöverenskommelsen Helsingforsavtalet som trädde i kraft den 1 juli samma år. Syftet med Helsingforsavtalet var att fördjupa samarbetet mellan de nordiska länderna på olika områden och kallas ibland "Nordens grundlag". Datumet avtalet undertecknades, den 23 mars firas som Nordens dag.Samarbetet mellan de nordiska länderna fortsatte, och fördjupades under 1970-talet, genom tillkomsten av Nordiska ministerrådet 1971, Nordiska Investeringsbanken 1975 och ett mer utvecklat institutions- och stödsystem, till exempel Nordplus, Nordisk film- och TV-fond, Nordjobb och Nordens hus på Island och Färöarna.

### Från 1990 till i dag

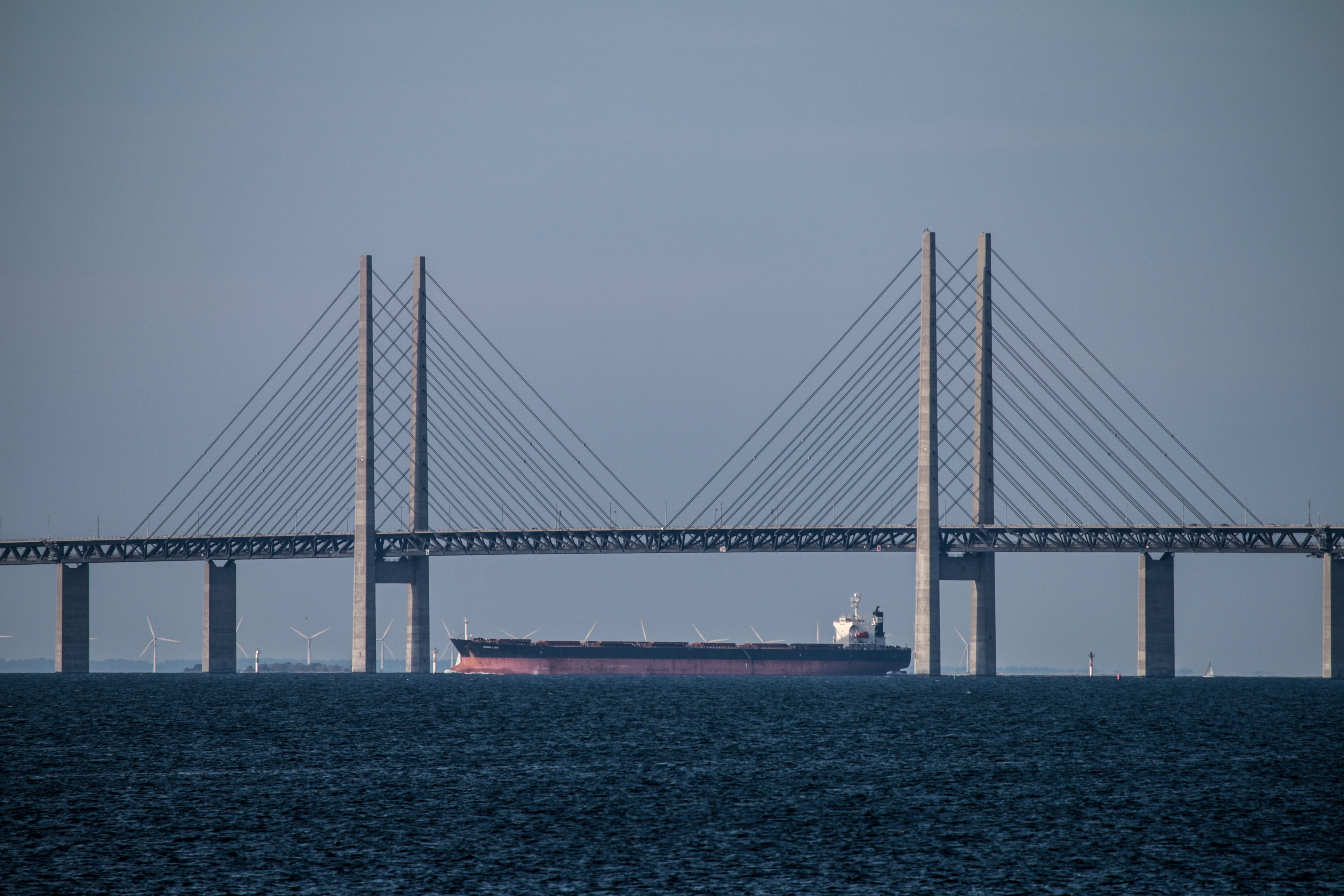
Öresundsförbindelsen är ett exempel på modernt nordiskt samarbete.

Efter att kalla kriget tog slut har förutsättningarna för de nordiska länderna förändrats i grunden, i likhet med övriga Europa. Intresset för det nordiska samarbetet minskade och gränsområdena mot öst i Östersjö- och Barentsregionen kom i fokus. Bildandet av Europeiska unionen ändrade den politiska kartan än mer. 
Avtalet om Europeiska ekonomiska samarbetsområdet undertecknades av regeringarna i de dåvarande EG-länderna samt i Sverige, Österrike, Finland, Island, Liechtenstein, Norge och Schweiz den 2 maj 1992. EES-avtalet är ett långtgående associeringsavtal som utvidgar den inre marknaden och de fyra friheterna och började gälla 1 januari 1994. Under 1994 röstade Sverige och Finland för att gå med i EU. Norge röstade samtidigt nej. Alla de Nordiska länderna har sedan 1994 tillgång till den inre marknaden.
På det rättsliga området har de nordiska länderna alltjämt samordnade lagar och omfattar en gemensam och unik rättstradition. Ett exempel där lagarna är samordnade är upphovsrätten. Även detta håller på att mer och mer täcka inte bara Norden utan bli mer och mer inriktat på EU. Även på det kulturella området finns ett betydande samarbete, till exempel inom film- och TV-produktion.
Inom näringslivet har tiden sedan 1990-talet präglats av fusioner och företagsköp samt en inomnordisk expansion som har varit större än någonsin. Fusioner har dock inte varit begränsade till enbart nordiska länder utan även andra länder har allt mer kommit in i dessa. Ett fortgående samarbete är SAS, ett flygbolag som till hälften ägs gemensamt av tre skandinaviska länderna (Sverige, Danmark och Norge).
Det kalla krigets slut har också inneburit nya möjligheter till militärt samarbete. De nordiska länderna har tidigare samordnat och samverkat över sin medverkan i FN:s fredsbevarande insatser. 1997 ersattes det kommittéarbetet av Nordcaps (Nordic Coordinated Arrangement for Military Peace Support), där Sverige, Danmark, Norge och Finland ingår. Sedan dess har det bland annat genomförts gemensamma militärövningar i norra Norge, Sverige och Finland (till exempel Nordic Peace 2003), inom ramen för Partnerskap för fred. Både Finland och Sverige är sedan 1994 medlemmar av detta Nato-projekt, och är sedan 2014 så kallade "Enhanced Opportunities Partner" med Nato.
Från 2008 är det också meningen att man ska stå till tjänst åt EU:s snabbinsatsstyrkor med en Nordic Battle Group, med samordnade bidrag från Norge, Sverige, Finland, Estland och Irland. Det är ett litet tecken på att 1990-talet gjort Norden till ett inte längre helt enhetligt begrepp, men också på att utrikespolitisk olikhet - ett land med i Nato eller EU, ett annat inte – inte hindrar samarbete på alla slags enskilda områden. Dessutom ett tecken på att man går ifrån att strikt hålla sig till Norden då Irland inte är ett nordiskt land.
I maj 2022 ansökte Sverige och Finland om medlemskap i NATO. I april 2023 blev Finland medlem i Nato fullt ut och i mars 2024 blev även Sverige medlem i Nato fullt ut. I samband med detta blev alltså samtliga nordiska länder Natoländer.
I vissa fall samarbetar de nordiska länderna också inom utrikespolitiken, bland annat genom att dela ambassadbyggnader, som till exempel i Berlin.

## Norden och europeisk integration
|         | Europeiska unionen | EFTA | EES | Euro | Nato | Schengensamarbetet |
| ------- | ------------------ | ---- | --- | ---- | ---- | ------------------ |
| Sverige |                    |      |     |      |      |                    |
| Norge   |                    |      |     |      |      |                    |
| Danmark |                    |      |     |      |      |                    |
| Finland |                    |      |     |      |      |                    |
| Island  |                    |      |     |      |      |                    |

Trots ett nära samarbete i Nordiska rådet och Nordiska Ministerrådet finns det ett flertal betydande olikheter när det kommer till ländernas europeiska integration. Nordiska rådet och ministerrådet arbetar aktivt med EU-frågor och Nordiska rådet har sedan september 2017 ett kontor i Bryssel. Syftet med Nordiska rådets Brysselkontor är att etablera kontakter mellan Nordiska rådet och Europaparlamentet. Nordiska rådets första representant i Bryssel är Matilda af Hällström.
Sverige, Danmark och Finland är medlemmar i Europeiska unionen vilket inte Norge och Island är. Norge och Island är i stället medlemmar av Europeiska frihandelssammanslutningen. Alla nordiska länder är dock med i Europeiska ekonomiska samarbetsområdet och Schengensamarbetet. På senare år har Schengensamarbetet uppslukat den nordiska passunionen, som det i praktiken ersatt.
Dessutom har Nordiska rådet tappat en stor del av sin ursprungliga betydelse, då EU:s beslut väger tyngre för de nordiska EU-länderna än de beslut fattas inom Nordiska rådet. Även Norge och Island utgår ofta från beslut i EU då de omfattas av EES-avtalet. EU:s beslut om ekonomisk integration liksom om militärt och utrikespolitiskt samarbete syftar längre än det nordiska samarbetet klarade av, på grund av tre av ländernas Nato-medlemskap och Finlands komplicerade relationer österut. EU:s beslut väger också tyngre än de beslut som fattas av Nordiska ministerrådet. De nordiska ländernas globala identitet har på senare år skiljts åt en del på grund av att vissa länder är med i EU och andra står utanför. EU-samarbetet är i dag, betydligt mer djupgående än Nordiska rådets och ministerrådets verksamheter. Det blir i media och officiella sammanhang mer och mer vanligt för en stat att identifiera sig som ett EU-land, både inför EU-länder och utanför EU. Bland annat finns EU-flaggan i körkorten i EU-länderna och på passen framgår det också att det är ett EU-pass. Detta gör att svenskar, danskar och finländare tillsammans med bland annat rumäner, irländare eller portugiser många gånger identifieras som en gemensam grupp (källa krävs) eftersom de är EU-medborgare, medan norrmän och islänningar inte längre finns med bland EU-medborgarna. Någon nordisk identitet finns däremot inte på några ID-handlingar. I många fall har dock medborgare i EES-länder utanför EU likvärdiga rättigheter med EU-medborgare, till exempel kvalificerad sjukhusvård inom EU och EES-området, men inte heller detta sker inom ramarna för just nordiskt samarbete utan genom EES eller EU. Varje halvår har EU toppmöten som får stor internationell uppmärksamhet. Här deltar normalt enbart stats- och regeringscheferna för EU:s medlemsländer men inte de länder som har nära samarbeten. Även här får då Sverige, Danmark och Finland uppmärksamhet som EU-länder mer än som nordiska länder. 
De senaste åren har det inte alltid varit självklart för de nordiska länderna att det närmaste samarbetet med andra länder måste ske med just andra nordiska länder. Det är inte ovanligt att nordiska länder samarbetar politiskt med ett annat europeiskt land som inte är nordiskt och därmed väljer en annan lösning än det nordiska grannlandet. Ett exempel är de olika ländernas ställningstagande till Irakkriget år 2003. Detta krig splittrade stora delar av Europa, liksom även de nordiska länderna. Sverige uttryckte ett mycket starkt ogillande till kriget tillsammans med bland annat Frankrike, medan Danmark gav sitt stöd till kriget bland annat genom att skicka trupper till Irak. 
Dock har Norden efterhand visat sig passa bra in det regionperspektiv, som länge funnits med i EU:s diskussioner om framtidsutveckling och genom samarbetet med Ryssland och de baltiska länderna har en ny viktig uppgift vuxit fram för att stärka ett större närmande, samarbete, en förbättrad säkerhets-, demokrati- och miljöutveckling samt handels-, forsknings- och kulturutbyte. För detta har man även initierat projektet Den nordliga dimensionen. I vissa sammanhang ingår även de tre låglöneländerna Litauen, Lettland och Estland numera i nordiska samarbeten, vilket har gjort det blivit lättare för nordiska företag att flytta över arbetstillfällen till Baltikum. Både svenska och finska företag har förklarat sitt gillande över denna nya möjlighet, som inte fanns före 1990. För att pressa ned lönerna i Finland används till exempel baltisk besättning ombord på finska passagerarflygplan. Detta har också gett resultat då Estland sedan 1990 och fram till i dag har kommit allt närmare både Sverige och Finland ekonomiskt sett. 
Efterhand har alltfler initiativ tagits för att förnya och stärka Nordiska rådets funktion som regionparlament inom EU och att stärka och marknadsföra Norden och dess rådssamverkan internationellt som ett föredöme, inte minst mot bakgrund av alltmer problem inom EU och dess medlemsländer. Till skillnad från Benelux finns det ingen uttrycklig bestämmelse i Europeiska unionens fördrag som tar hänsyn till det nordiska samarbetet. Fördragen föreskriver dock att internationella avtal som medlemsstaterna har ingått före det att de har blivit medlemmar i unionen fortsätter att vara giltiga, även om de är i strid med unionsrättens bestämmelser. Dock måste varje medlemsstat vidta alla nödvändiga åtgärder för att så snabbt som möjligt undanröja eventuella motstridigheter. Det nordiska samarbetet kan därför i praktiken endast utformas i den mån det överensstämmer med unionsrätten.

## Statsskick och politik
De nordiska ländernas politiska system är sinsemellan snarlika, men skillnader finns. Största skillnad är att Sverige, Danmark och Norge är konstitutionella monarkier medan Finland och Island är republiker. Samtliga stater är parlamentariska demokratier. Samtliga länder har proportionellt representativa valsystem och endast en kammare i det nationella parlamentet. I samtliga länder hålls allmänna val vart fjärde år. I internationella jämförelser över graden av demokrati, placeras de nordiska länderna konsekvent i den absoluta toppen. Men de är inte unika och liknande politiska system finns även i andra europeiska länder.
De nordiska staterna Danmark, Norge och Sverige utgör några av världens äldsta statsbildningar.

## Samhälle, ekonomi och välfärdsstater
Samhällsstrukturen inom Norden är på många sätt likartad. Produktiviteten (BNP per arbetad timme) är genomgående mycket hög, liksom de disponibla inkomsterna. Norge har världens kanske högsta genomsnittliga inkomstnivå på cirka 54 000 amerikanska dollar per person. Landet skiljer därmed sig från de andra nordiska länderna som alla har en BNI per capita på runt 37 000 dollar.

### Välfärdsstater
Alla nordiska länder har under 1900-talet infört varianter av den "nordiska välfärdsmodellen"; denna innebär bland annat stark medborgerlig grundtrygghet, lika möjligheter, deltagande demokrati, jämställdhet samt en kultur- och socialpolitiskt aktiv stat som ideal. I ingen annan del av världen finns välfärdsstater som är så omfattande som de i Norden. Å ena sidan betyder detta att skattenivån i förhållande till BNP tillhör de allra högsta i världen. 
Å andra sidan medför det att de offentliga tjänsterna och trygghetssystemen tillhör världens mest utbyggda och generösa. Välfärdsstaterna har starkt bidragit till att de nordiska länderna uppvisar världens lägsta fattigdomstal, och några av världens lägsta inkomstskillnader. Det gör även den nordiska modellen av arbetsmarknadsrelationer som kännetecknas av en internationellt hög facklig organisationsgrad (särskilt på Island) och kollektivavtalens centrala roll. I Danmark, Finland och Sverige administreras arbetslöshetsförsäkringen av statssubventionerade arbetslöshetskassor, av vilka nästan alla är fackliga. I dessa tre länder har den fackliga organisationsgraden minskat ganska mycket, medan den är relativt stabil i Norge (som saknar fackliga a-kassor) om än på en lägre nivå (omkring 50 procent av de anställda är där ansluten till en fackförening).
| Land / område | BNI/capita | Produktivitet | HDI   | GEM   | Gini | Sociala utgifter | Skattenivå | Statsskuld / överskott | Bistånd |
| ------------- | ---------- | ------------- | ----- | ----- | ---- | ---------------- | ---------- | ---------------------- | ------- |
| Danmark       | 36139      | 82            | 0.952 | 0.887 | 0.23 | 26.9             | 48.9       | +4.4                   | 0.81    |
| Finland       | 35139      | 82.2          | 0.954 | 0.892 | 0.27 | 26.1             | 43.0       | +5.3                   | 0.39    |
| Island        | 34027      | 66.2          | 0.968 | 0.881 | 0.28 | 16.9             | 41.4       | +5.5                   |         |
| Norge         | 53861      | 133.5         | 0.968 | 0.915 | 0.28 | 21.6             | 43.4       | +17.4                  | 0.95    |
| Sverige       | 37323      | 87.6          | 0.958 | 0.925 | 0.23 | 29.4             | 48.2       | +3.5                   | 0.93    |
| EU-15         |            | 86.8          | 0.950 |       |      |                  |            |                        | 0.39    |
| OECD          |            | 76.9          | 0.925 |       | 0.31 | 20.5             | 35.9       | -1.4                   |         |
| Världen       | 9300       |               | 0.747 |       |      |                  |            |                        | 0.28    |

BNI / capita: Mått på den genomsnittliga årsinkomsten per person, mätt i amerikanska dollar och justerat för köpkraftspariteter. — Produktivitet: BNP / arbetad timme; siffran anger procentandel av USA:s produktivitet. — Gini: Mått på inkomstfördelning eller ojämlikhet i inkomster. 0 = maximalt jämlikt fördelat, 1 = maximalt ojämlikt fördelat. — HDI: Human Development Index, utvecklingsmått från UNDP. GEM, Gender Empowerment Measure: Jämställdhetsmått från UNDP. — Sociala utgifter: Offentliga sociala utgifter som procentandel av BNP. — Skattenivå och statsskuld / överskott: räknas som procentandel av BNP. + = nettoöverskott, - = nettoskuld. — Bistånd: U-landsbistånd som procentandel av BNI.

### Näringsliv
De nordiska länderna har delvis olika geografiska förutsättningar och därmed också olika bas för näringslivet. Bortsett från Danmark och vissa tätbefolkade delar av Sverige (Mälardalen, Skåne och området kring Göteborg), är Norden jämförelsevis glest befolkat. I Norge och Finland är storstadsområdena koncentrerade till ett fåtal orter, på Island till en. Geografin kännetecknas därför av inre kontraster, och långa transportsträckor. De tätbebyggda områdena har likheter med motsvarande områden i Tyskland, Frankrike eller Nederländerna men färre likheter med till exempel Lappland och Färöarna.
I fråga om industristruktur skiljer sig länderna i högre grad än inom många andra områden: Danmark hade länge sin tyngdpunkt inom jordbruket, främst animalieproduktion, Sverige och Finland i skogsindustri och Norge och Island i fiske. Länderna har genomgått samma utveckling från råvaruproduktion över industri mot tjänsteproduktion, dock med stora, uppenbara skillnader: gruvdrift och tung industri var länge viktigast i Sverige; Finland och Island kom i gång jämförelsevis sent med industrialiseringen, och under senare tid har Norge och Danmark utvecklat tyngdpunkter inom rederier, naturgas och petroleum (Norge mest). Sverige och Finland har i stället snarare i telekommunikation. Sverige och Finland har kärnkraft, Norge nästan bara vattenkraft och Danmark kolkraftverk, med en avsevärd andel vindkraft (10 % av energiproduktionen).
Nordiskt samarbete har även präglat näringslivet, till exempel genom samordning av energiproduktion och kraftnät, och den gemensamma elbörsen Nordpool. På senare år har många nordiska samarbetsprojekt vidareutvecklats till större internationella samarbeten. Ett exempel är börsbolaget OMX, som först etablerades genom en samgående av börserna i Stockholm, Helsingfors och Köpenhamn. Ett antal företag, som ABB, Carlsberg, Danisco, Vattenfall AB, har växt både i Norden och på den internationella marknaden. Så har även en rad stora andra företag, som Nordea, Telia Sonera, If, Arla Foods, Orkla och Fortum. I dag är det dock inte lika självklart att företag inom Norden vid en tänkt fusion går samman med ett annat företag inom just Norden.

### Handel
Handeln mellan de nordiska staterna har varit omfattande och har präglats sedan länge av frånvaron av tullar. Men handeln har mer och mer med tiden inte bara hållit sig inom Norden. I stället har handeln inom EU utvecklats till att bli allt mer omfattande både inom och utanför Norden. Bland annat är Tyskland en mycket stor handelspartner för Sverige.

## Kultur och värderingar
De nordiska ländernas kulturella gemenskap framgår av den globala undersökningen av kulturella värderingar, World Values Survey, och i Inglehart-Welzels kulturkarta över världens länder som är en förenklad, grafisk redovisning av studiens resultat. Där placeras de nordiska länderna som en ungefärlig folkgrupp som värderar personlig frihet, individualism, demokrati och en sekulär-rationell samhällsordning klart högre än trohet mot tradition, religion och stat. Nordens folk utmärks av denna kulturella norm- och värderingsgrund, vars kulturella avstånd är som minst till Nederländerna, Tyskland, Schweiz och kanske Japan.

## Tabell över statsbildningar
| Sekel      | Norden                        | Norden                        | Norden                        | Norden                        | Norden                                           | Norden                              |
| ---------- | ----------------------------- | ----------------------------- | ----------------------------- | ----------------------------- | ------------------------------------------------ | ----------------------------------- |
| 2000-talet | Danmark (EU)                  | Färöarna                      | Island                        | Norge                         | Sverige (EU)                                     | Finland (EU)                        |
| 1900-talet | Danmark                       | Färöarna                      | Island                        | Norge                         | Sverige                                          | Finland                             |
| 1800-talet | Danmark                       | Danmark                       | Danmark                       | Sverige-Norge (personalunion) | Sverige-Norge (personalunion)                    | Ryssland (SFD Finland)              |
| 1700-talet | Danmark-Norge (personalunion) | Danmark-Norge (personalunion) | Danmark-Norge (personalunion) | Danmark-Norge (personalunion) | Sverige                                          | Sverige                             |
| 1600-talet | Danmark-Norge (personalunion) | Danmark-Norge (personalunion) | Danmark-Norge (personalunion) | Danmark-Norge (personalunion) | Sverige                                          | Sverige                             |
| 1500-talet | Danmark-Norge (personalunion) | Danmark-Norge (personalunion) | Danmark-Norge (personalunion) | Danmark-Norge (personalunion) | Sverige                                          | Sverige                             |
| 1400-talet | Kalmarunionen                 | Kalmarunionen                 | Kalmarunionen                 | Kalmarunionen                 | Kalmarunionen                                    | Kalmarunionen                       |
| 1300-talet | Danmark                       | Norge                         | Norge                         | Norge                         | Sverige                                          | Sverige                             |
| 1200-talet | Danmark                       | Norge                         | Norge                         | Norge                         | Sverige                                          | Sverige                             |
| 1100-talet | Danmark                       | Färöarna                      | Island                        | Norge                         | Sverige                                          | Sverige                             |
| Folkslag   | Daner, jutar Danskar          | Färingar*                     | Islänningar*                  | Raumer, trönder m.fl. Norrmän | Svear, götar, gutar, finnar, samer etc. Svenskar | Finnar, Tavaster, Kareler, Svenskar |

* Nybyggarna på Färöarna och Island var av norskt och keltiskt ursprung.